# 도비고트역

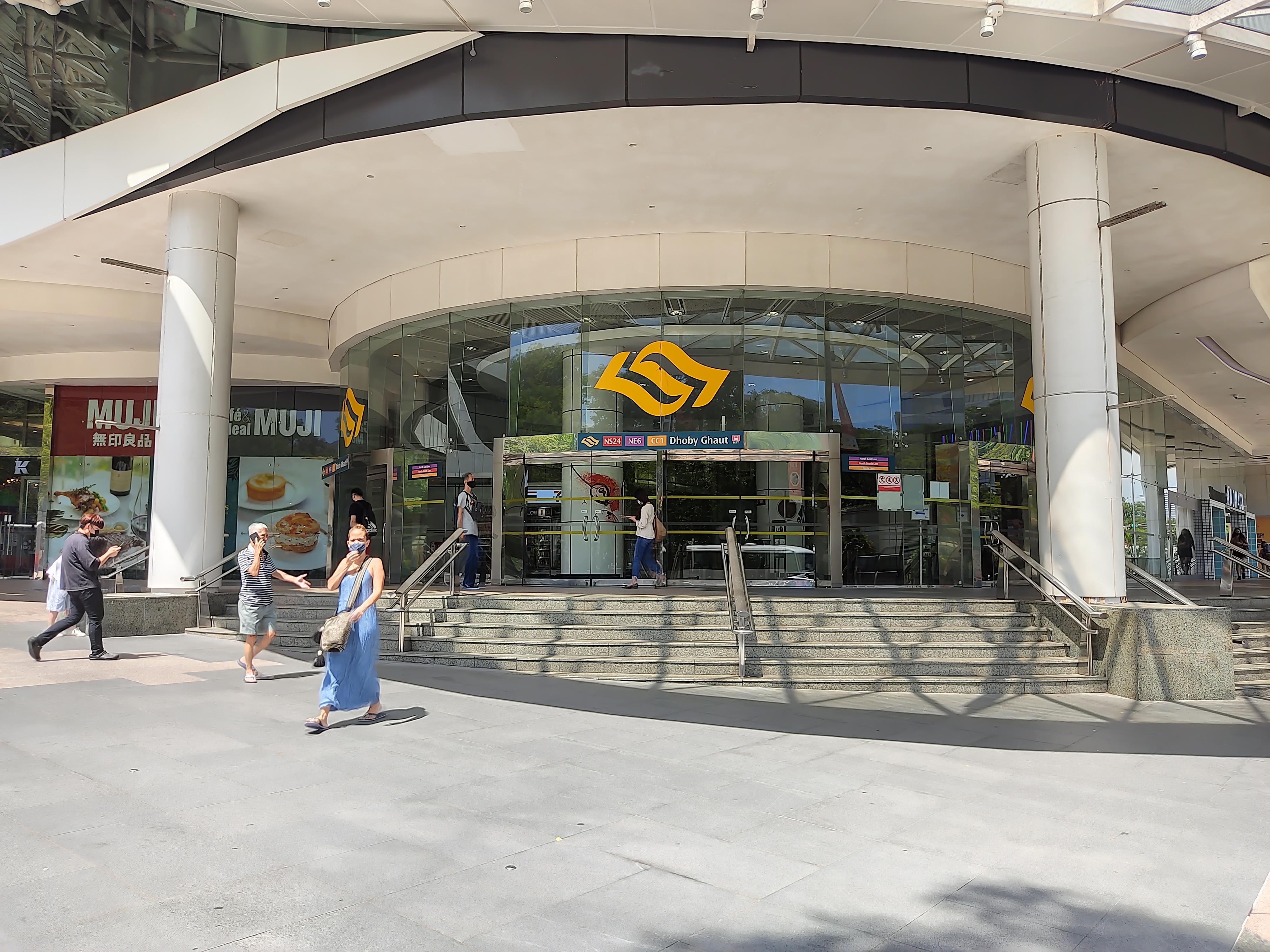

도비고트역(Dhoby Ghaut MRT station)은 싱가포르의 노스사우스(North South), 노스이스트(North East) 및 서클(Circle)선에 있는 지하철 MRT(Mass Rapid Transit) 환승역이다. 박물관 기획 구역인 Dhoby Ghaut의 Orchard Road 쇼핑 벨트 동쪽 끝 아래에 위치한 이 역은 상업 개발 지역인 The Atrium@Orchard와 통합되어 있다. 이 역은 이스타나, 맥도날드 하우스, 플라자 싱가푸라, 도비 고트 그린과 같은 랜드마크 근처에 있다.
도비고트역은 1982년부터 원래 MRT 네트워크의 초기 계획의 일부였다. 이 역은 1987년에 완성된 MRT 네트워크 1단계의 일부로 건설되었다. 네트워크 운영 분할 이후 이 역은 북부 남부 지역에서 운영되었다. 2003년에 완성된 북동선 플랫폼을 건설하기 위해 스탬포드 운하는 소피아 산 일부를 굴착하는 동안 방향을 바꿔야 했다. 서클선 플랫폼은 라인의 1단계 및 2단계와 함께 2010년에 개통되었다.
도비고트역은 지하 5층으로 이루어진 가장 깊고 큰 역 중 하나이다. 가장 깊은 지점은 지하 28미터(92피트)이다. 이 역에는 다양한 형태의 예술 작품이 전시되어 있으며, 그 중 3개는 북동선과 서클 라인 역의 아트 인 트랜싯 계획에 따라, 서클 라인 플랫폼에는 아트 시트 세트, 노스 사우스 라인 플랫폼 위에는 예술 작품이 있다. 또한 MRT 네트워크의 최초의 3중 노선 환승역이기도 하다.